# Owambarctia owamboensis
Owambarctia owamboensis là một loài bướm đêm thuộc phân họ Arctiinae, họ Erebidae.